# Bâtiment du Commandement des forces aériennes
Le bâtiment du Commandement des forces aériennes (en serbe cyrillique : Зграда Команде ваздухопловства ; en serbe latin : Zgrada Komande vazduhoplovstva) est situé à Belgrade, la capitale de la Serbie, dans la municipalité urbaine de Zemun. En raison de sa valeur architecturale, ce bâtiment, construit en 1935, figure sur la liste des monuments culturels protégés de la république de Serbie et sur la liste des biens culturels de la ville de Belgrade.

## Présentation

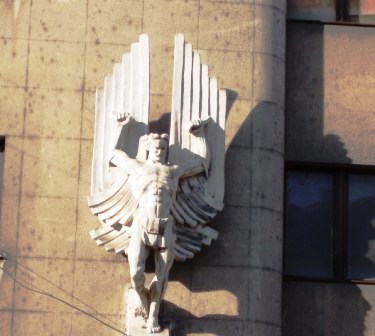
Icare

Le bâtiment du Commandement des forces aériennes, situé 12 Avijatičarski trg, dessiné par l'architecte Dragiša Brašovan, a été construit en 1935 ; à cette époque, il constituait le plus grand édifice du centre historique de Zemun. La construction est de plan rectangulaire et est ordonnancée autour d'un jardin intérieur ; elle est constituée d'un rez-de-chaussée et de quatre étages, dominés par une tour. La symétrie de la façade est accentuée par les avancées latérales du rez-de-chaussée et des deux premiers étages ; le rythme de la façade latérale est assuré par les ouvertures et par une sculpture représentant Icare, le fils de l'architecte Dédale, connu pour être mort après avoir volé trop près du soleil. L'édifice constitue l'une des réalisations marquantes de l'architecture moderniste yougoslave de l'entre-deux-guerres.

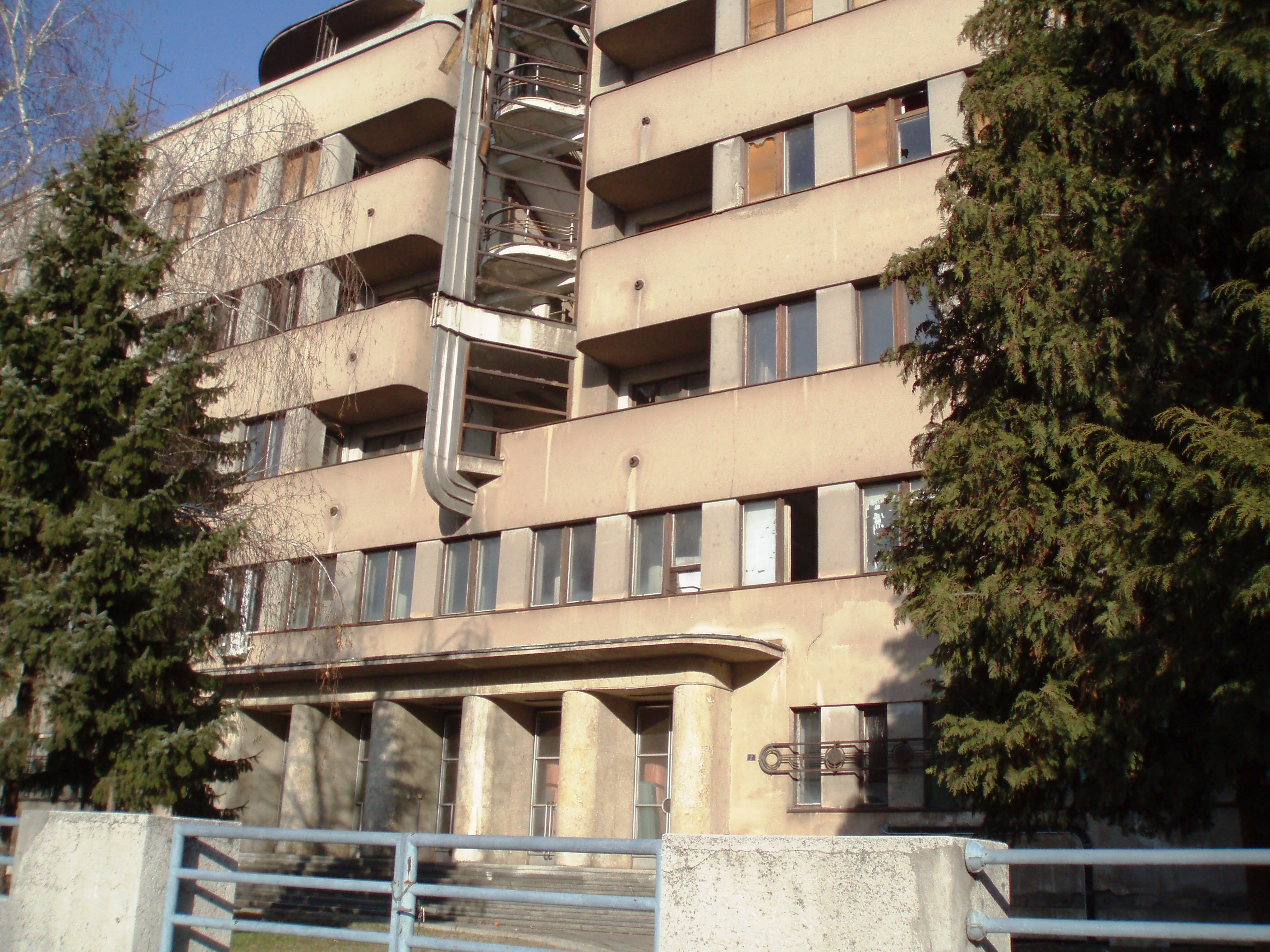
L'entrée principale du bâtiment